# Holorusia rex
Holorusia rex är en tvåvingeart som först beskrevs av Alexander 1917.  Holorusia rex ingår i släktet Holorusia och familjen storharkrankar. Inga underarter finns listade i Catalogue of Life.